# 첼리오 언덕

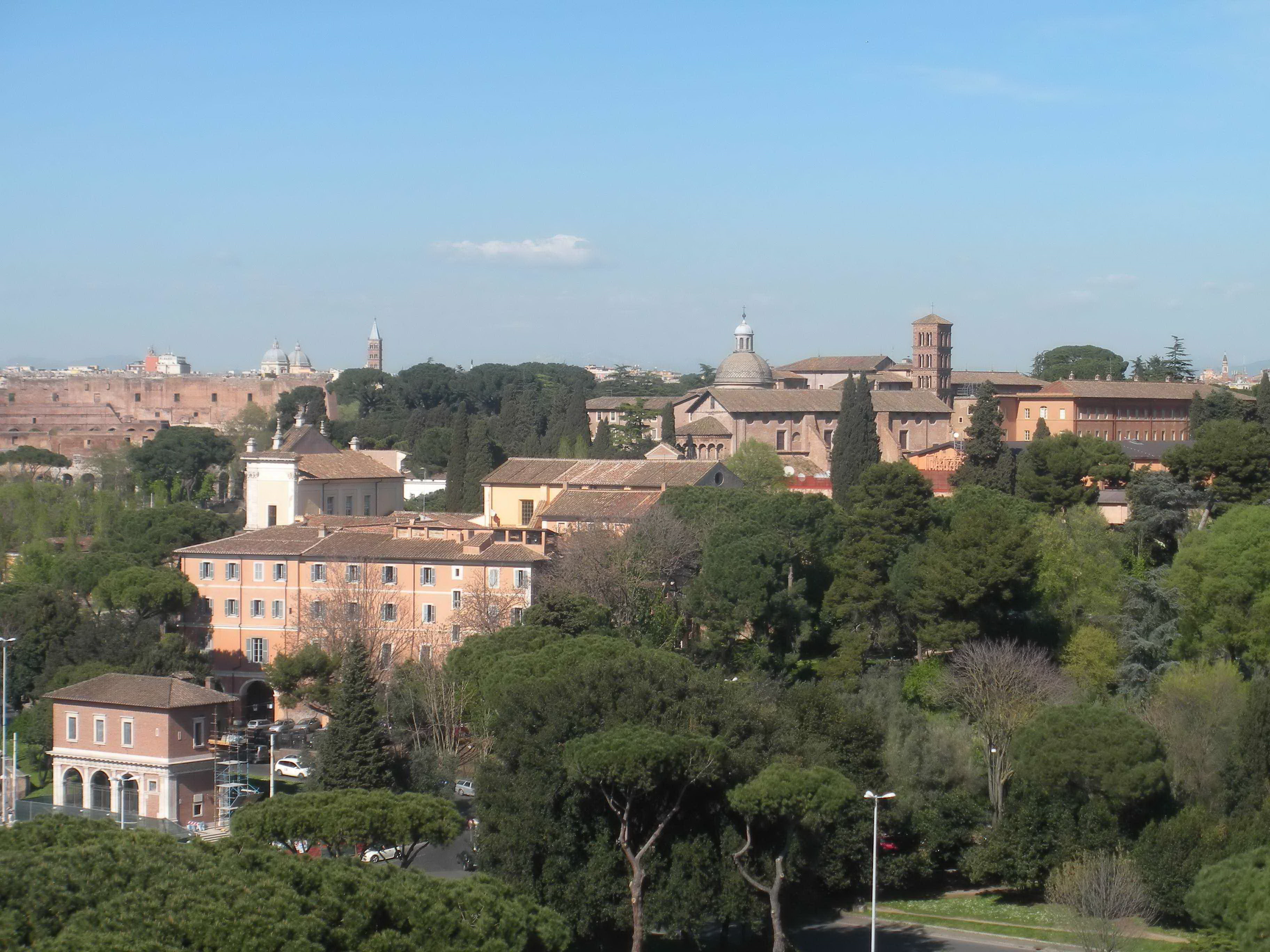
첼리오

첼리오 언덕(이탈리아어: Celio)은 로마의 일곱 언덕 중 하나로, 로마 구도심의 남동쪽에 위치해있다.

## 전설
로마 왕정 시기, 로마의 3대 왕이었던 툴루스는 알바 롱가에서 건너온 이주민 전체를 이 곳에 정착시켰다. 고대 역사가 티투스 리비우스의 말에 따르면, 이 언덕의 이름은 에트루리아의 구전 신화에 등장하는 전설적인 영웅의 이름을 본땄다고 한다. 이는 그 영웅이 이 언덕에 한동안 살았기 때문이기도 하고, 로마의 에트루리아 출신 왕들이 그를 매우 좋아했기 때문이기도 하다.

## 역사

### 로마 제국 시기
로마의 공화정 시기와 제정 시기 내내, 이 곳은 최고 부유층들이 거주하던 중심지였다. 대 플리니우스도 이에 관한 글을 쓴 바 있고, 이 언덕의 호화로움은 제국 내에서도 잘 알려져 있을 정도였다. 로마의 황제 마르쿠스 아우렐리우스가 이 곳에서 태어났다.

### 로마 멸망 이후
로마 제국이 그 영광을 다하고 쇠락한 이후, 로마의 대부분의 지역들과 같이 이 곳에는 성당들과 주거지들이 떼를 지어 세워졌다. 현재는 주거지와 문화재, 정원들이 아름답게 혼합되어 산재하고 있다.

## 같이 보기
- 아벤티노 언덕
- 캄피돌리오 언덕
- 오피오 언덕
- 팔라티노 언덕
- 핀초 언덕
- 바티칸 언덕
- 벨리아 언덕